# Belle and Sebastian (аниме)
Belle and Sebastian, в японском оригинале «Славный пёс Джоли» (яп. 名犬ジョリィ Мэйкэн Дзёри) — аниме-адаптация французского романа «Белль и Себастьян» Сесиль Обри. Сериал, снятый совместно французскими студиями MK Company, Visual 80 и японской Toho и включивший 52 эпизода, транслировался по сети NHK с 7 апреля 1981 по 22 июня 1982 года.
Многие аниматоры, работавшие над этим аниме, также принимали участие в создании серии «Театр мировых шедевров», в связи с чем рисовка этих работ во многом схожа.

## Сюжет
Сериал рассказывает о приключениях мальчика Себастьяна и его пса по кличке Белль, живущих в небольшой деревне в Пиренеях, горном хребте между Францией и Испанией. У Себастьяна нет друзей, потому как его дразнили из-за того, что у него нет матери. Но однажды он встречает добродушного белого пса, который был ложно обвинён в ужасных преступлениях. Мальчик называет пса Белль, и они становятся лучшими друзьями. Чтобы спасти животное от несправедливой судьбы, Себастьян покидает свою приёмную семью и начинает путешествие с Беллем и своей домашней собачкой Пучи. Они переживают множество приключений, убегают от полиции и в конце находят давно потерянную мать мальчика.

## Список персонажей
Себастьян — 7-летний мальчик, проживающий в Пиренеях. С рождения он живёт со своим приёмным дедушкой Сесилом и его внучкой Анной-Марией. Себастьян добродушный и энергичный, но дети в городе дразнят его из-за отсутствия настоящей матери. Мальчик глубоко желает найти свою мать и хорошего друга, им становится Белль.
Белль — большой белый пиренейский зенненхунд. Он нежен и сердечен, но не все этого понимают. Новый друг Себастьяна. Его прозвали «Белым монстром» и его постоянно преследует полиция. В японской версии его переименовали в Джоли (Jolie), что означает «Красавец», а Белль (Belle) в переводе с французского означает «Красавица».
Пучи — маленький щенок, который любит сидеть в кармане у Себастьяна. Хотя Пучи всегда хулиганит и попадает в неприятности, он хороший друг Себастьяна и Белля.
Дедушка Сесил — приёмный дедушка Себастьяна и родной дедушка Анны-Марии. Он взял Себастьяна в свою семью, когда тот был ещё ребенком, и воспитывал как приёмного внука. Он любящий наставник, который учит Себастьяна всему, что он знает о горах и других опасных местах.
Анна-Мария — родная внучка Сесила. Она помогает дедушке ухаживать за Себастьяном, и ей кажется, что она ему как мать, несмотря на то, что по возрасту ей больше подходит быть старшей сестрой. Она очень любит Себастьяна, но часто бывает чрезмерно резкой.
Изабель — настоящая мать Себастьяна. Бродячая цыганка, она вышла замуж за человека не её культуры, чем вызвала недовольство тех, с кем она проживала. Однако её муж умер прежде, чем родился Себастьян. Изабель сама родом с Пиренеев и обещала туда вернуться, когда люди смогут понять её.
Сара — больная, одинокая девочка, которую Себастьян встречает на своём пути. Они быстро становятся близкими друзьями.